# Michaela Gläser-Zikuda
Michaela Gläser-Zikuda (* 1967) ist eine deutsche Erziehungswissenschaftlerin und Hochschullehrerin an der Friedrich-Alexander-Universität Erlangen-Nürnberg.

## Leben
Michaela Gläser-Zikuda studierte ab 1988 Erziehungswissenschaft, Pädagogische Psychologie sowie Chemie und Deutsch als Unterrichtsfächer an der Universität Stuttgart und den Pädagogischen Hochschulen Ludwigsburg und Schwäbisch Gmünd. 1992 legte sie ihr Erstes Staatsexamen ab, 1995 erwarb sie das Diplom in Erziehungswissenschaft/Schulpädagogik. Nach dem Zweiten Staatsexamen 1997 arbeitete sie zwei Jahre an Grund- und Hauptschulen in Stuttgart und promovierte 2000 zum Thema „Emotionen und Lernstrategien in der Schule“ bei Philipp A. E. Mayring. Nach Forschungsaufenthalten an den Universitäten Charlotte, Oulu und Bern habilitierte sich Michaela Gläser-Zikuda 2007 an der Pädagogischen Hochschule Ludwigsburg und erhielt die venia legendi für Erziehungswissenschaft mit dem Schwerpunkt Schulpädagogik und Unterrichtsforschung.
Nach einer Lehrstuhlvertretung an der Universität Freiburg nahm sie im März 2008 einen Ruf der Universität Jena auf den Lehrstuhl für Schulpädagogik und Didaktik an und lehnte zeitgleiche Rufe an die Universitäten Freiburg, Köln und Leipzig ab. Sie war Direktorin des Instituts für Erziehungswissenschaft der Universität Jena und Mitglied im Zentrum für Lehrerinnen- und Lehrerbildung. Einen Ruf auf die W3-Professur für Erziehungswissenschaft mit dem Schwerpunkt Schulentwicklung und Schulforschung als Leiterin der wiss. Einrichtung Oberstufenkolleg an der Universität Bielefeld lehnte sie 2013 ab. 2014 nahm Gläser-Zikuda dann den Ruf auf den Lehrstuhl für Schulpädagogik mit dem Schwerpunkt empirische Unterrichtsforschung an der Universität Erlangen-Nürnberg an, den sie seitdem innehat. Sie ist Mitglied der kollegialen Leitung des Zentrums für interdisziplinäre Lehr-Lernforschung der FAU (ZiLL) und des Kompetenzzentrums für Schulentwicklung und Evaluation (KSE). Im April 2018 wurde sie zum ordentlichen Mitglied der Bayerischen Akademie der Wissenschaften gewählt.
Michaela Gläser-Zikuda ist gemeinsam mit Philipp Mayring (Universität Klagenfurt) und Günter L. Huber (Universität Tübingen) Gründungsmitglied der Special Interest Group „Qualitative and Quantitative Approaches to Learning and Instruction“ der European Association of Research on Learning and Instruction (EARLI) und war auch deren Koordinatorin. Sie ist darüber hinaus Gründungsmitglied der Gesellschaft für Empirische Bildungsforschung (GEBF). Ferner ist sie Mitglied im Herausgeberkreis des Jahrbuchs für Allgemeine Didaktik und im wissenschaftlichen Beirat der Zeitschrift Empirische Pädagogik. Sie ist Gutachterin für verschiedene nationale und internationale Journale sowie Ad hoc-Gutachterin, z. B. für das Bundesministerium für Unterricht, Kunst und Kultur Österreich, das BMBF, die Czech Science Foundation, die DFG sowie den Schweizer Nationalfonds.

## Forschung und Werke
Michaela Gläser-Zikuda forscht zu verschiedenen Themen der Schulpädagogik mit besonderem Fokus auf empirische Lehr-Lernforschung, wobei sie sich insbesondere mit Lernstrategien, Selbstregulation, Emotionen und Wohlbefinden sowie der Entwicklung und Implementation innovativer Lehr-Lernumgebungen in Schule und Hochschule beschäftigt. Außerdem widmet sie sich der Professionalisierung von Lehrern sowie der Schul- und Unterrichtsentwicklung. Ein weiterer Arbeitsschwerpunkt sind sozialwissenschaftliche Forschungsmethoden, insbesondere Qualitative Inhaltsanalyse sowie Mixed Methods. Zentrale Publikationen sind:
- M. Gläser-Zikuda: Emotionen und Lernstrategien in der Schule. Beltz, Weinheim 2001, ISBN 3-407-32004-3.
- M. Gläser-Zikuda, S. Fuß, M. Laukenmann, K. Metz, C. Randler: Promoting students' emotions and achievement - instructional design and evaluation of the ECOLE-approach. In: Learning and Instruction. Band 15, Nr. 5, 2006, S. 481–495.
- M. Gläser-Zikuda, T. Hascher (Hrsg.): Lernprozesse dokumentieren, reflektieren und beurteilen. Lerntagebuch, Portfolio in Bildungsforschung und Bildungspraxis. Klinkhardt, Bad Heilbrunn 2007.
- M. Gläser-Zikuda, S. Fuß: Impact of teacher competencies on students' emotion - a multi-method approach. In: International Journal of Educational Research. Band 47, Nr. 2, 2008, S. 136–147.
- M. Gläser-Zikuda (Hrsg.): Lerntagebuch und Portfolio aus empirischer Sicht. In: Empirische Pädagogik. Landau 2010.
- M. Gläser-Zikuda, J. Rohde, N. Schlomske-Bodenstein: Empirische Studien zum Lerntagebuch- und Portfolio-Ansatz im Bildungskontext – ein Überblick. In: Empirische Pädagogik. Band 27, 2010, S. 3–34.
- M. Gläser-Zikuda, T. Seidel, C. Rohlfs, A. Gröschner, S. Ziegelbauer (Hrsg.): Mixed Methods in der empirischen Bildungsforschung. Waxmann, Münster 2012.
- M. Gläser-Zikuda, F. Hofmann, M. Bonitz, N. Lippert: Methodische Zugänge zu Emotionen in Schule und Unterricht. In: M. Huber, S. Krause (Hrsg.): Bildung und Emotion. Springer VS, Wiesbaden 2018, S. 377–396.
- M. Gläser-Zikuda, G. Hagenauer, M. Stephan: The Potential of Qualitative Content Analysis for Empirical Educational Research. In: Forum qualitative Sozialforschung. Band 21, Nr. 1, 2020.
- G. Hagenauer, M. Gläser-Zikuda, B. Moschner: University students’ emotions, life-satisfaction and study commitment: a self-determination theoretical perspective. In: Journal of Further and Higher Education. 2017. DOI:10.1080/0309877X.2017.1323189
- G. Hagenauer, M. Gläser-Zikuda, S. Volet: University teachers’ perceptions of appropriate emotion display and high-quality teacher-student relationship: Similarities and differences across cultural-educational contexts. In: Frontline Learning Research. Band 4, Nr. 3, 2016, S. 44–74.
- M. Harring, C. Rohlfs, M. Gläser-Zikuda (Hrsg.): Handbuch Schulpädagogik. UTB, Stuttgart 2018, ISBN 978-3-8252-8698-9.
- B. Jacob, F. Hofmann, M. Stephan, K. Fuchs, S. Markus, M. Gläser-Zikuda: Students' Achievement Emotions in University Courses -does the Teaching Approach matter? In: Studies in Higher Education. Band 44, Nr. 10, 2019, S. 1768–1780. DOI:10.1080/03075079.2019.1665324
- P. Mayring, M. Gläser-Zikuda (Hrsg.): Die Praxis der Qualitativen Inhaltsanalyse. Beltz, Weinheim 2008.
- M. Stephan, S. Markus, M. Gläser-Zikuda: Students' Achievement Emotions and Online Learning in Teacher Education. In: Frontiers in Education. Band 4, 2019. DOI:10.3389/feduc.2019.00109
- S. Ziegelbauer, M. Gläser-Zikuda (Hrsg.): Portfolio als pädagogisch-didaktische Innovation in Schule, Lehrerbildung und Hochschuldidaktik. Klinkhardt, Bad Heilbrunn 2016.